# Lista de filmes sobre a Segunda Guerra Mundial

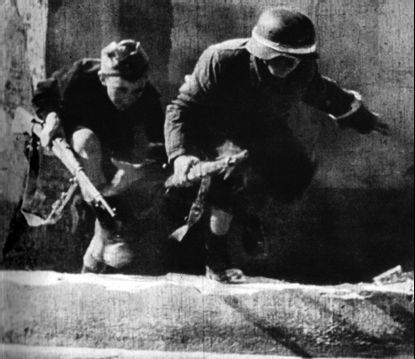
Cena de Zakazane piosenki, filme polonês sobre a Revolta de Varsóvia rodado em 1946 nas ruínas da cidade

Esta é uma lista de filmes sobre a Segunda Guerra Mundial, com uma relação incompleta de filmes que apresentam em sua narrativa eventos ocorridos durante o conflito militar global que durou de 1939 a 1945.
A lista é organizada de forma cronológica, informando o título original, ano de lançamento e diretor dos filmes, assim como seus respectivos títulos em português brasileiro e português europeu.

## Década de 1940
| Título original                | Título no Brasil                     | Título em Portugal                | Diretor                             | País            | Ano  | IMDb |
| ------------------------------ | ------------------------------------ | --------------------------------- | ----------------------------------- | --------------- | ---- | ---- |
| Confessions of a Nazi Spy      | Confissões de um Espião Nazista      | Confissão de Um Espião Nazi       | Anatole Litvak                      | Estados Unidos  | 1939 | link |
| O Grande Ditador               | O Grande Ditador                     | O Grande Ditador                  | Charles Chaplin                     | Estados Unidos  | 1940 | link |
| 49th Parallel                  | Paralelo 49                          | Os Invasores                      | Michael Powell                      | Reino Unido     | 1941 | link |
| Across the Pacific             | Do Outro Lado do Pacífico            | Garras Amarelas                   | John Huston                         | Estados Unidos  | 1942 | link |
| Casablanca                     | Casablanca                           | Casablanca                        | Michael Curtiz                      | Estados Unidos  | 1942 | link |
| Flying Tigers                  | Tigres Voadores                      | Tigres Voadores                   | David Miller (cineasta)             | Estados Unidos  | 1942 | link |
| Thunder Birds                  | Águias de Fogo                       | Aves de Fogo                      | William A. Wellman                  | Estados Unidos  | 1942 | link |
| To Be or Not to Be             | Ser ou Não Ser                       | Ser ou Não Ser                    | Ernst Lubitsch                      | Estados Unidos  | 1942 | link |
| Wake Island'                   | Nossos Mortos Serão Vingados         | A Vingança dos Mortos             | John Farrow                         | Estados Unidos  | 1942 | link |
| One of Our Aircraft Is Missing | E Um dos Nossos Aviões Não Regressou | Falta um dos Nossos Aviões        | Michael Powell e Emeric Pressburger | Reino Unido     | 1942 | link |
| Five Graves to Cairo           | Cinco Covas no Egito                 | Cinco Covas no Egipto             | Billy Wilder                        | Estados Unidos  | 1943 | link |
| Guadalcanal Diary'             | O Diário de Guadalcanal              | Guadalcanal                       | Lewis Seiler                        | Estados Unidos  | 1943 | link |
| Sahara                         | Sahara                               | Sahará                            | Zoltan Korda                        | Estados Unidos  | 1943 | link |
| Destination Tokyo              | Rumo a Tóquio                        | Rumo a Tóquio                     | Delmer Daves                        | Estados Unidos  | 1943 | link |
| The North Star                 | A Estrela do Norte                   | A Estrela do Norte                | Lewis Milestone                     | Estados Unidos  | 1943 | link |
| Hitler's Madman                | O Capanga de Hitler                  | O Carrasco de Hitler              | Douglas Sirk                        | Estados Unidos  | 1943 | link |
| Gung Ho!                       | A Batalha Final                      | A Selva em Armas                  | Ray Enright                         | Estados Unidos  | 1943 | link |
| Tonight We Raid Calais         | Esta Noite Atacaremos Calais         | --                                | John Brahm                          | Estados Unidos  | 1943 | link |
| Bataan                         | A Patrulha de Bataan                 | Os Heróis de Bataan               | Tay Garnett                         | Estados Unidos  | 1943 | link |
| Lifeboat                       | Um Barco e Nove Destinos             | Um Barco e Nove Destinos          | Alfred Hitchcock                    | Estados Unidos  | 1944 | link |
| Ichiban utsukushiku            | A Mais Bela                          | --                                | Akira Kurosawa                      | Japão           | 1944 | link |
| The Fighting Seabees           | Romance dos 7 Mares                  | O Batalhão Suicida                | Edward Ludwig                       | Estados Unidos  | 1944 | link |
| Thirty Seconds Over Tokyo      | 30 Segundos Sobre Tóquio             | Trinta Segundos Sobre Tóquio      | Mervyn LeRoy                        | Estados Unidos  | 1944 | link |
| Back to Bataan                 | Espíritos Indomáveis                 | Voltemos à carga                  | Edward Dmytryk                      | Estados Unidos  | 1945 | link |
| Roma città aperta              | Roma, Cidade Aberta                  | Roma, Cidade Aberta               | Roberto Rosselini                   | Itália          | 1945 | link |
| The Best Years of Our Lives    | Os Melhores Anos de Nossas Vidas     | Os Melhores Anos das Nossas Vidas | William Wyler                       | Estados Unidos  | 1946 | link |
| Zakazane piosenki              | --                                   | --                                | Leonard Buczkowski                  | Polônia         | 1946 | link |
| Paisà                          | Paisà                                | Libertação                        | Roberto Rossellini                  | Itália          | 1946 | link |
| 13 Rue Madeleine               | Rua Madeleine 13                     | O 13 Não Responde                 | Henry Hathaway                      | Estados Unidos  | 1947 | link |
| Command Decision               | Trágica Decisão                      | Sublime Decisão                   | Sam Wood                            | Estados Unidos  | 1948 | link |
| Berlim Express                 | Expresso Para Berlim                 | O Expresso de Berlim              | Jacques Tourneur                    | Estados Unidos  | 1948 | link |
| Battleground                   | O Preço da Glória                    | A Grande Batalha                  | William A. Wellman                  | Estados Unidos  | 1949 | link |
| Sands of Iwo Jima              | Iwo Jima: O Portal da Gloria         | O Inferno de Iwo Jima             | Allan Dwan                          | Estados Unidos  | 1949 | link |
| Home of the Brave              | O Clamor Humano                      | Páginas Gloriosas                 | Mark Robson                         | Estados Unidos  | 1949 | link |
| Le Silence de la Mer           | O Silêncio do Mar                    | --                                | Jean-Pierre Melville                | França          | 1949 | link |
| Padeniye Berlina               | A Queda de Berlim                    | --                                | Mikheil Chiaureli                   | União Soviética | 1949 | link |

## Década de 1950
| Título original                                                | Título no Brasil             | Título em Portugal                      | Diretor                             | País                         | Ano  | IMDb |
| -------------------------------------------------------------- | ---------------------------- | --------------------------------------- | ----------------------------------- | ---------------------------- | ---- | ---- |
| Halls of Montezuma                                             | Até o Último Homem           | Horizontes de Glória                    | Lewis Milestone                     | Estados Unidos               | 1950 | link |
| The Desert Fox: The Story of Rommel                            | A Raposa do Deserto          | Rommel, a Raposa do Deserto             | Henry Hathaway                      | Estados Unidos               | 1951 | link |
| Flying Leathernecks                                            | Horizonte de Glórias         | Inferno nas Alturas                     | Nicholas Ray                        | Estados Unidos               | 1951 | link |
| Jeux interdits                                                 | Jogos Proibidos              | Brincadeiras Proibidas                  | René Clément                        | França                       | 1952 | link |
| Stalag 17                                                      | Inferno Número 17            | O Inferno na Terra                      | Billy Wilder                        | Estados Unidos               | 1953 | link |
| From Here to Eternity                                          | A Um Passo da Eternidade     | Até à Eternidade                        | Fred Zinnemann                      | Estados Unidos               | 1953 | link |
| The Desert Rats                                                | Ratos do Deserto             | Ratos do Deserto                        | Robert Wise                         | Estados Unidos               | 1953 | link |
| Beachhead                                                      | Cabeça de Praia              | Fugitivos do Inferno                    | Stuart Heisler                      | Estados Unidos               | 1954 | link |
| Battle Cry                                                     | Qual Será o nosso Amanhã?    | Antes do Furacão                        | Raoul Walsh                         | Estados Unidos               | 1955 | link |
| Es geschah am 20. Juli                                         | Aconteceu em 20 de Junho     | --                                      | Georg Wilhelm Pabst                 | Alemanha                     | 1955 | link |
| Attack!                                                        | Morte sem Glória             | Ataque                                  | Robert Aldrich                      | Estados Unidos               | 1956 | link |
| The Man Who Never Was                                          | O Homem que Nunca Existiu    | O Homem Que Nunca Existiu               | Ronald Neame                        | Reino Unido                  | 1956 | link |
| The Battle of the River Plate                                  | A Batalha do Rio da Prata    | A Batalha do Rio da Prata               | Michael Powell e Emeric Pressburger | Reino Unido                  | 1956 | link |
| Un condamné à mort s'est échappé ou le vent souffle où il veut | Um Condenado a Morte Escapou | Fugiu um Condenado à Morte              | Robert Bresson                      | França                       | 1956 | link |
| D-Day the Sixth of June                                        | O Dia D                      | 6 de Junho - Dia D                      | Henry Koster                        | Estados Unidos               | 1956 | link |
| The Bridge on the River Kwai                                   | A Ponte do Rio Kwai          | A Ponte do Rio Kwai                     | David Lean                          | Estados Unidos · Reino Unido | 1957 | link |
| Letyat juravli                                                 | Quando Voam As Cegonhas      | Quando Passam as Cegonhas               | Mikhail Kalatozov                   | União Soviética              | 1957 | link |
| The Enemy Below                                                | A Raposa do Mar              | Duelo no Atlântico                      | Dick Powell                         | Estados Unidos               | 1957 | link |
| Kanal                                                          | Kanal                        | Morrer como um Homem                    | Andrzej Wajda                       | Polónia                      | 1957 | link |
| Bitter Victory                                                 | Amargo Triunfo               | Cruel Vitória                           | Nicholas Ray                        | Estados Unidos               | 1957 | link |
| Ni Liv                                                         | Nove Vidas                   | --                                      | Arne Skouen                         | Noruega                      | 1957 | link |
| The Young Lions                                                | Os Deuses Vencidos           | Os Jovens Leões ou O Baile dos Malditos | Edward Dmytryk                      | Estados Unidos               | 1958 | link |
| Run Silent, Run Deep                                           | O Mar É Nosso Túmulo         | Os Tubarões do Pacífico                 | Robert Wise                         | Estados Unidos               | 1958 | link |
| The Naked and the Dead                                         | A Morte Tem Seu Preço        | Os Nus e Os Mortos                      | Raoul Walsh                         | Estados Unidos               | 1958 | link |
| Ballada o soldate                                              | A Balada do Soldado          | --                                      | Grigori Chukhrai                    | União Soviética              | 1959 | link |
| Hiroshima mon amour                                            | Hiroshima Meu Amor           | Hiroshima, Meu Amor                     | Alain Resnais                       | França · Japão               | 1959 | link |
| The Diary of Anne Frank                                        | O Diário de Anne Frank       | O Diário de Anne Frank                  | George Stevens                      | Estados Unidos               | 1959 | link |
| Die Brücke (filme)\|Die Brücke                                 | A Ponte da Desilusão         | A Ponte                                 | Bernhard Wicki                      | Alemanha                     | 1959 | link |
| Operation Petticoat                                            | Anáguas a Bordo              | Operação Petticoat                      | Blake Edwards                       | Estados Unidos               | 1959 | link |
| Ningen no jôken                                                | Guerra e Humanidade          | A Condição Humana - 1ª parte            | Masaki Kobayashi                    | Japão                        | 1959 | link |
| Sterne                                                         | --                           | --                                      | Konrad Wolf                         | Alemanha · Bulgária          | 1959 | link |
| Up Periscope                                                   | Periscópio a Vista           | Inferno Debaixo de Água                 | Gordon Douglas                      | Estados Unidos               | 1959 | link |
| Il Generalle Della Rovere                                      | De Crápula a Herói           | O General Della Rovere                  | Roberto Rossellini                  | França · Itália              | 1959 | link |

## Década de 1960
| Título original                   | Título no Brasil             | Título em Portugal         | Diretor                                                       | País                         | Ano  | IMDb |
| --------------------------------- | ---------------------------- | -------------------------- | ------------------------------------------------------------- | ---------------------------- | ---- | ---- |
| Sink the Bismarck!                | Afundem o Bismarck           | Afundem o Bismarck!        | Lewis Gilbert                                                 | Reino Unido                  | 1960 | link |
| The Guns of Navarone              | Os Canhões de Navarone       | Os Canhões de Navarone     | J. Lee Thompson                                               | Estados Unidos · Reino Unido | 1961 | link |
| Judgment at Nuremberg             | O Julgamento de Nuremberg    | Julgamento em Nuremberga   | Stanley Kramer                                                | Estados Unidos               | 1961 | link |
| The Longest Day                   | O Mais Longo dos Dias        | O Dia Mais Longo           | Ken Annakin, Andrew Marton, Bernhard Wicki e Darryl F. Zanuck | Estados Unidos               | 1962 | link |
| Hell Is for Heroes                | O Inferno É para os Heróis   | O Inferno É para os Heróis | Don Siegel                                                    | Estados Unidos               | 1962 | link |
| The Great Escape                  | Fugindo do Inferno           | A Grande Evasão            | John Sturges                                                  | Estados Unidos               | 1963 | link |
| The Victors                       | Os Vitoriosos                | Os Vitoriosos              | Carl Foreman                                                  | Estados Unidos               | 1963 | link |
| PT 109                            | O Herói do PT-109            | Patrulha 109               | Leslie H. Martinson                                           | Estados Unidos               | 1963 | link |
| Father Goose                      | Papai Ganso                  | Grão-Lobo chama            | Ralph Nelson                                                  | Estados Unidos               | 1964 | link |
| 633 Squadron                      | Inferno nos Céus             | Esquadrilha 633            | Walter Grauman                                                | Estados Unidos · Reino Unido | 1964 | link |
| Jariskatsis Mama                  | O Pai do Soldado             | --                         | Rezo Chkheidze                                                | Rússia                       | 1964 | link |
| The Pawnbroker                    | O Homem do Prego             | O Agiota                   | Sidney Lumet                                                  | Estados Unidos               | 1964 | link |
| 36 Hours                          | As Últimas 36 Horas          | As Últimas 36 Horas        | George Seaton                                                 | Estados Unidos               | 1965 | link |
| In Harm's Way                     | A Primeira Vitória           | A Primeira Vitória         | Otto Preminger                                                | Estados Unidos               | 1965 | link |
| Morituri                          | Morituri                     | --                         | Bernhard Wicki                                                | Estados Unidos               | 1965 | link |
| The Hill                          | A Colina dos Homens Perdidos | A Colina                   | Sidney Lumet                                                  | Reino Unido                  | 1965 | link |
| The Spy Who Came In from the Cold | O Espião Que Saiu do Frio    | O Espião Que Saiu do Frio  | Martin Ritt                                                   | Reino Unido                  | 1965 | link |
| Operation Crossbow                | Operação Crossbow            | Operação Crossbow          | Michael Anderson                                              | Estados Unidos               | 1965 | link |
| The Heroes of Telemark            | Os Heróis de Telemark        | Os Heróis de Telemark      | Anthony Mann                                                  | Reino Unido                  | 1965 | link |
| Von Ryan's Express                | O Expresso de Von Ryan       | O Expresso de Von Ryan     | Mark Robson                                                   | Estados Unidos               | 1965 | link |
| Battle of the Bulge               | Uma Batalha no Inferno       | A Batalha das Ardenas      | Ken Annakin                                                   | Estados Unidos               | 1965 | link |
| Paris brûle-t-il?                 | Paris está em Chamas?        | Paris Já Está a Arder      | René Clément                                                  | França                       | 1966 | link |
| Triple Cross                      | Espionagem Internacional     | O Maior Espião da História | Terence Young                                                 | França · Reino Unido         | 1966 | link |
| La Grande Vadrouille              | A Grande Escapada            | A Grande Paródia           | Gérard Oury                                                   | França · Reino Unido         | 1966 | link |
| Kocár do Vídne                    | A Carroça                    | --                         | Karel Kachyna                                                 | Tchecoslováquia              | 1966 | link |
| The Dirty Dozen                   | Os Doze Condenados           | Doze Indomáveis Patifes    | Robert Aldrich                                                | Estados Unidos · Reino Unido | 1967 | link |
| The Night of the Generals         | A Noite dos Generais         | A Noite dos Generais       | Anatole Litvak                                                | França · Reino Unido         | 1967 | link |
| Tobruk                            | Tobruk                       | Tobruk                     | Arthur Hiller                                                 | Estados Unidos               | 1967 | link |
| Beach Red                         | Desembarque Sangrento        | Praia Vermelha             | Cornel Wilde                                                  | Estados Unidos               | 1967 | link |
| How I Won the War                 | Como Ganhei a Guerra         | --                         | Richard Lester                                                | Reino Unido                  | 1967 | link |
| Westerplatte                      | --                           | --                         | Stanislaw Rózewicz                                            | Polónia                      | 1967 | link |
| Where Eagles Dare                 | Desafio das Águias           | O Desafio das Águias       | Brian Hutton                                                  | Estados Unidos · Reino Unido | 1968 | link |
| Hell in the Pacific               | Inferno no Pacífico          | Duelo no Pacífico          | John Boorman                                                  | Estados Unidos               | 1968 | link |
| Lo Sbarco di Anzio                | A Batalha de Anzio           | A Batalha de Anzio         | Edward Dmytryk e Duilio Coletti                               | Estados Unidos · Itália      | 1968 | link |
| Na voyne, kak na voyne            | Na Guerra, Com a Guerra      | --                         | Viktor Tregubovich                                            | Rússia                       | 1968 | link |
| Battle of Britain                 | A Batalha Britânica          | A Batalha de Inglaterra    | Guy Hamilton                                                  | Reino Unido                  | 1969 | link |
| The Bridge at Remagen             | A Ponte de Remagem           | A Ponte da Remagen         | John Guillermin                                               | Estados Unidos               | 1969 | link |
| Castle Keep                       | A Defesa do Castelo          | O Castelo de Maldorais     | Sydney Pollack                                                | Estados Unidos               | 1969 | link |
| Play Dirty                        | Inferno no Deserto           | Jogo sujo                  | André De Toth                                                 | Reino Unido                  | 1969 | link |
| The Thousand Plane Raid           | O Ataque dos Mil Aviões      | 1000 Bombardeiros          | Boris Sagal                                                   | Estados Unidos               | 1969 | link |

## Década de 1970
| Título original          | Título no Brasil               | Título em Portugal              | Diretor                                          | País                                          | Ano  | IMDb |
| ------------------------ | ------------------------------ | ------------------------------- | ------------------------------------------------ | --------------------------------------------- | ---- | ---- |
| Tora! Tora! Tora!        | Tora! Tora! Tora!              | Tora! Tora! Tora!               | Richard Fleischer, Kinji Fukasaku, Toshio Masuda | Estados Unidos · Japão                        | 1970 | link |
| Kelly's Heroes           | Os Guerreiros Pilantras        | Heróis por Conta Própria        | Brian Hutton                                     | Estados Unidos · Iugoslávia                   | 1970 | link |
| Patton                   | Patton, Rebelde ou Herói?      | Patton                          | Franklin J. Schaffner                            | Estados Unidos                                | 1970 | link |
| Catch-22                 | Ardil 22                       | Artigo 22                       | Mike Nichols                                     | Estados Unidos                                | 1970 | link |
| Too Late the Hero        | Assim Nascem os Heróis         | Assim Nasce um Herói            | Robert Aldrich                                   | Estados Unidos                                | 1970 | link |
| The Birdmen              | A Fuga dos Homens Pássaros     | A Fuga dos Homens Pássaros      | Philip Leacock                                   | Estados Unidos                                | 1971 | link |
| Murphy's War             | Seu Último Combate             | Duelo à Beira do Rio            | Peter Yates                                      | Estados Unidos · Reino Unido                  | 1971 | link |
| Le Train                 | O Último Trem                  | O ultimo comboio                | Pierre Granier-Deferre                           | França · Itália                               | 1973 | link |
| The Odessa File          | O Dossiê de Odessa             | O Caso Odessa                   | Ronald Neame                                     | Reino Unido · Alemanha                        | 1974 | link |
| Overlord                 | --                             | --                              | Stuart Cooper                                    | Reino Unido                                   | 1975 | link |
| Operation Daybreak       | Alvorada Sangrenta             | --                              | Lewis Gilbert                                    | Estados Unidos · Tchecoslováquia · Iugoslávia | 1975 | link |
| The Hindenburg           | O Dirigível Hindenburg         | Hindenburg                      | Robert Wise                                      | Estados Unidos                                | 1975 | link |
| Ilsa: She Wolf of the SS | Ilsa, a Guardiã Perversa da SS | --                              | Don Edmonds                                      | Canadá · Estados Unidos                       | 1975 | link |
| Midway                   | Midway                         | Batalha de Midway               | Charlton Heston e Henry Fonda                    | Estados Unidos                                | 1976 | link |
| The Eagle Has Landed     | A Águia Pousou                 | Voo das Águias                  | John Sturges                                     | Reino Unido                                   | 1976 | link |
| A Bridge Too Far         | Uma Ponte Longe Demais         | Uma Ponte Longe Demais          | Richard Attenborough                             | Estados Unidos · Reino Unido                  | 1977 | link |
| Cross of Iron            | Cruz de Ferro                  | A Grande Batalha                | Sam Peckinpah                                    | Estados Unidos · Alemanha                     | 1977 | link |
| Rogue Male               | O Caçador                      | --                              | Clive Donner                                     | Reino Unido                                   | 1977 | link |
| Force 10 from Navarone   | Comando 10 de Navarone         | Os Comandos de Navarone         | Guy Hamilton                                     | Reino Unido                                   | 1978 | link |
| The Boys From Brazil     | Meninos do Brasil              | Os Comandos da Morte            | Franklin J. Schaffner                            | Estados Unidos · Reino Unido                  | 1978 | link |
| Hannover Street          | Amor em Chamas                 | Ao Encontro da Guerra e do Amor | Peter Hyams                                      | Reino Unido                                   | 1979 | link |
| Yanks                    | Os Yankees Estão Voltando      | Yanks                           | John Schlesinger                                 | Estados Unidos · Reino Unido · Alemanha       | 1979 | link |
| The Passage              | Passageiros do Inferno         | A Passagem                      | J. Lee Thompson                                  | Reino Unido                                   | 1979 | link |
| 1941                     | 1941 - Uma Guerra Muito Louca  | 1941 - Ano Louco em Hollywood   | Steven Spielberg                                 | Estados Unidos                                | 1979 | link |
| Die Ehe der Maria Braun  | O Casamento de Maria Braun     | O Casamento de Maria Braun      | Rainer Werner Fassbinder                         | Alemanha                                      | 1979 | link |

## Década de 1980
| Título original               | Título no Brasil               | Título em Portugal         | Diretor                     | País                         | Ano  | IMDb |
| ----------------------------- | ------------------------------ | -------------------------- | --------------------------- | ---------------------------- | ---- | ---- |
| The Big Red One               | Agonia e Glória                | O Sargento da Força 1      | Samuel Fuller               | Estados Unidos               | 1980 | link |
| Le dernier métro              | O Último Metrô                 | O Último Metro             | François Truffaut           | França                       | 1980 | link |
| Victory                       | Fuga para Vitória              | Fuga para Vitória          | John Huston                 | Estados Unidos               | 1981 | link |
| Das Boot                      | O Barco – Inferno no Mar       | A Odisséia do Submarino 96 | Wolfgang Petersen           | Alemanha                     | 1981 | link |
| Attack Force Z                | Força de Ataque Z              | Os Comandos da Força Z     | Tim Burstall                | Austrália · Taiwan           | 1982 | link |
| Sophie's Choice               | A Escolha de Sofia             | A Escolha de Sofia         | Alan J. Pakula              | Estados Unidos · Reino Unido | 1982 | link |
| Merry Christmas, Mr. Lawrence | Furyo - Em Nome da Honra       | --                         | Nagisa Oshima               | Japão · Reino Unido          | 1983 | link |
| The Keep                      | A Fortaleza Infernal           | O Guardador do Mal         | Michael Mann                | Reino Unido                  | 1983 | link |
| Top Secret!                   | Top Secret! Super Confidencial | Ultra Secreto              | Jim Abrahams e David Zucker | Reino Unido                  | 1984 | link |
| Idi i Smotri                  | Vá e Veja                      | Vem e Vê                   | Elem Klimov                 | Rússia                       | 1985 | link |
| Every Time We Say Goodbye     | É Difícil Dizer Adeus          | É Difícil Dizer Adeus      | Moshé Mizrahi               | Estados Unidos · Israel      | 1986 | link |
| Escape from Sobibor           | Fuga de Sobibor                | Fuga de Sobibor            | Jack Gold                   | Reino Unido · Iugoslávia     | 1987 | link |
| Empire of the Sun             | O Império do Sol               | O Império do Sol           | Steven Spielberg            | Estados Unidos               | 1987 | link |
| Hope and Glory                | Esperança e Gloria             | Esperança e Glória         | John Boorman                | Estados Unidos · Reino Unido | 1987 | link |
| Au Revoir, Les Enfants        | Adeus, Meninos                 | Adeus, Rapazes             | Louis Malle                 | Alemanha · França · Itália   | 1987 | link |
| Biloxi Blues                  | Metido em Encrencas            | Os Rapazes de Biloxi       | Mike Nichols                | Estados Unidos               | 1988 | link |
| Too Young the Hero            | Jovem Demais para um Herói     | --                         | Buzz Kulik                  | Estados Unidos               | 1988 | link |
| Hotaru no Haka                | O Tumulo dos Vagalumes         | O Túmulo dos Pirilampos    | Isao Takahata               | Japão                        | 1988 | link |
| Fat Man and Little Boy        | O Início do Fim                | Sombras no Futuro          | Roland Joffé                | Estados Unidos               | 1989 | link |
| Talvisota                     | Guerra de Inverno              | --                         | Pekka Parikka               | Finlândia                    | 1989 | link |
| Triumph of the Spirit         | Triunfo do Espírito            | O Triunfo do Espírito      | Robert M. Young             | Estados Unidos               | 1989 | link |

## Década de 1990
| Título original           | Título no Brasil                   | Título em Portugal         | Diretor             | País                                                     | Ano  | IMDb |
| ------------------------- | ---------------------------------- | -------------------------- | ------------------- | -------------------------------------------------------- | ---- | ---- |
| Memphis Belle             | Memphis Belle: A Fortaleza Voadora | A Bela Memphis             | Michael Caton-Jones | Reino Unido · Japão · Estados Unidos                     | 1990 | link |
| Europa Europa             | Filhos da Guerra                   | Europa, Europa             | Agnieszka Holland   | Alemanha · França · Polónia                              | 1990 | link |
| Mediterraneo              | Mediterrâneo                       | Mediterrâneo               | Gabriele Salvatores | Itália                                                   | 1991 | link |
| Europa                    | Europa                             | Europa                     | Lars von Trier      | Dinamarca · França · Suécia · Alemanha · Suíça · Espanha | 1991 | link |
| Zycie za zycie            | Maximiliano Kolbe                  | --                         | Krzysztof Zanussi   | Alemanha · Polónia                                       | 1991 | link |
| A Midnight Clear          | Noites Calmas                      | Patrulha Sem Nome          | Keith Gordon        | Estados Unidos                                           | 1992 | link |
| Shining Through           | Uma Luz Na Escuridão               | Uma Luz na Escuridão       | David Seltzer       | Estados Unidos · Reino Unido                             | 1992 | link |
| Swing Kids                | Os Últimos Rebeldes                | --                         | Thomas Carter       | Estados Unidos                                           | 1993 | link |
| Schindler's List          | A Lista de Schindler               | A Lista de Schindler       | Steven Spielberg    | Estados Unidos                                           | 1993 | link |
| Stalingrad                | Stalingrado - A Batalha Final      | --                         | Joseph Vilsmaier    | Alemanha                                                 | 1993 | link |
| Vent d'est                | O Vento de Lichtenstein            | --                         | Robert Enrico       | França                                                   | 1993 | link |
| Fatherland                | A Nação do Medo                    | --                         | Christopher Menaul  | Estados Unidos                                           | 1994 | link |
| The Tuskegee Airmen       | Prova de Fogo                      | --                         | Robert Markowitz    | Estados Unidos                                           | 1995 | link |
| Mother Night              | Vitíma do Passado                  | O Espião Americano         | Keith Gordon        | Estados Unidos                                           | 1996 | link |
| The English Patient       | O Paciente Inglês                  | O Paciente Inglês          | Anthony Minghella   | Estados Unidos · Reino Unido                             | 1996 | link |
| La Vita è Bella           | A Vida é Bela                      | A Vida É Bela              | Roberto Benigni     | Itália                                                   | 1997 | link |
| Paradise Road             | Um Canto de Esperança              | A Estrada do Paraíso       | Bruce Beresford     | Austrália · Estados Unidos                               | 1997 | link |
| The Island on Bird Street | Coragem e Esperança                | --                         | --                  | Alemanha · Dinamarca · Reino Unido · França              | 1997 | link |
| Bent                      | --                                 | --                         | Sean Mathias        | Reino Unido · Japão                                      | 1997 | link |
| The Thin Red Line         | Além da Linha Vermelha             | A Barreira Invisível       | Terrence Malick     | Estados Unidos                                           | 1998 | link |
| Saving Private Ryan'      | O Resgate do Soldado Ryan          | O Resgate do Soldado Ryan  | Steven Spielberg    | Estados Unidos                                           | 1998 | link |
| When Trumpets Fade        | Quando os Bravos se Calam          | Quando as Chamas Se Apagam | John Irvin          | Estados Unidos                                           | 1998 | link |
| Train de Vie              | Trem da Vida                       | O Comboio da Vida          | Radu Mihaileanu     | Bélgica · França · Países Baixos · Israel · Roménia      | 1998 | link |
| Apt Pupil                 | O Aprendiz                         | Sob Chantagem              | Bryan Singer        | Estados Unidos · França                                  | 1998 | link |
| Goodnight, Mister Tom     | Boa Noite, Senhor Tom              | --                         | Jack Gold           | Reino Unido                                              | 1998 | link |

## Década de 2000
| Título original                                               | Título no Brasil                           | Título em Portugal                                  | Diretor                          | País                                                                   | Ano  | IMDb |
| ------------------------------------------------------------- | ------------------------------------------ | --------------------------------------------------- | -------------------------------- | ---------------------------------------------------------------------- | ---- | ---- |
| Nuremberg                                                     | O Julgamento de Nuremberg                  | --                                                  | Yves Simoneau                    | Canadá · Estados Unidos                                                | 2000 | link |
| U-571                                                         | U-571 - A Batalha do Atlântico             | Submarino U-571                                     | Jonathan Mostow                  | França · Estados Unidos                                                | 2000 | link |
| Bonhoeffer: Agent of Grace                                    | Bonhoeffer: O Agente da Graça              | --                                                  | Eric Till                        | Canadá · Estados Unidos · Alemanha                                     | 2000 | link |
| Edges of the Lord                                             | Os Anjos da Guerra                         | Filhos do Mesmo Deus                                | Yurek Bogayevicz                 | Estados Unidos · Polónia                                               | 2001 | link |
| Enemy at the Gates                                            | Círculo de Fogo                            | Inimigo às Portas                                   | Jean-Jacques Annaud              | Estados Unidos · Reino Unido · Alemanha · Irlanda                      | 2001 | link |
| Enigma                                                        | Enigma                                     | Enigma                                              | Michael Apted                    | Reino Unido                                                            | 2001 | link |
| Captain Corelli's Mandolin                                    | O Capitão Corelli                          | O Capitão Corelli                                   | John Madden                      | Estados Unidos · França · Reino Unido                                  | 2001 | link |
| Pearl Harbor                                                  | Pearl Harbor                               | Pearl Harbor                                        | Michael Bay                      | Estados Unidos                                                         | 2001 | link |
| Tmavomodrý Svet                                               | Num Céu Azul Escuro                        | Dark Blue World - Nas Asas do Coração               | Jan Sverák                       | Tchecoslováquia · Reino Unido · Alemanha · Dinamarca · Itália · França | 2001 | link |
| Uprising                                                      | Insurreição                                | --                                                  | Jon Avnet                        | Estados Unidos                                                         | 2001 | link |
| To End All Wars                                               | A Última das Guerras                       | A Última das Guerras                                | David L. Cunningham              | Estados Unidos                                                         | 2001 | link |
| The Grey Zone                                                 | Cinzas da Guerra                           | --                                                  | Tim Blake Nelson                 | Estados Unidos                                                         | 2001 | link |
| Charlotte Gray                                                | Charlotte Gray - Uma Paixão sem Fronteiras | Charlotte Gray                                      | Gillian Armstrong                | Austrália · Reino Unido · Alemanha                                     | 2001 | link |
| Hart's War                                                    | A Guerra de Hart                           | Em Defesa da Honra                                  | Gregory Hoblit                   | Estados Unidos                                                         | 2002 | link |
| Amen.                                                         | Amém                                       | --                                                  | Costa-Gavras                     | França · Alemanha · Roménia                                            | 2002 | link |
| Windtalkers                                                   | Códigos de Guerra                          | Códigos de Guerra                                   | John Woo                         | Estados Unidos                                                         | 2002 | link |
| The Pianist                                                   | O Pianista                                 | O Pianista                                          | Roman Polanski                   | França · Alemanha · Polônia · Reino Unido                              | 2002 | link |
| Zvezda                                                        | A Estrela                                  | --                                                  | Nikolai Lebedev                  | Rússia                                                                 | 2002 | link |
| Monsieur Batignole                                            | Herói Por Acaso                            | Senhor Batignole                                    | Gérard Jugnot                    | França                                                                 | 2002 | link |
| Below                                                         | Submersos                                  | Below - Maldição Submersa                           | David Twohy                      | Estados Unidos                                                         | 2002 | link |
| The Gathering Storm                                           | O Homem Que Mudou o Mundo                  | O Homem Que Mudou o Mundo                           | Richard Loncraine                | Estados Unidos · Reino Unido                                           | 2002 | link |
| Les égarés                                                    | Anjo da Guerra                             | Os Fugitivos                                        | André Téchiné                    | França · Reino Unido                                                   | 2003 | link |
| Saints and Soldiers                                           | Santos ou Soldados                         | Anjos no inferno                                    | Ryan Little                      | Estados Unidos                                                         | 2003 | link |
| Ike: Countdown to D-Day                                       | O Dia D                                    | Ike - Contagem Decrescente para o Dia D             | Robert Harmon                    | Estados Unidos                                                         | 2004 | link |
| Olga                                                          | Olga                                       | Olga                                                | Jayme Monjardim e Camila Morgado | Brasil                                                                 | 2004 | link |
| Der Untergang                                                 | A Queda - As Últimas Horas de Hitler       | A Queda: Hitler e o Fim do Terceiro Reich           | Oliver Hirschbiegel              | Alemanha · Itália · Áustria                                            | 2004 | link |
| In Enemy Hands                                                | U-Boat: Nas Mãos do Inimigo                | Na Mira do Inimigo                                  | Tony Giglio                      | Estados Unidos                                                         | 2004 | link |
| Straight Into Darkness                                        | Combate na Escuridão                       | --                                                  | Jeff Burr                        | Estados Unidos                                                         | 2004 | link |
| Edelweiss Piraten                                             | Irmãos de Guerra                           | --                                                  | Niko von Glasow                  | Alemanha · Suíça · Países Baixos · Luxemburgo                          | 2004 | link |
| Le Silence de la Mer                                          | O Silêncio do Mar                          | --                                                  | Pierre Boutron                   | França · Bélgica                                                       | 2004 | link |
| Sophie Scholl: Die Letzten Tage                               | Uma Mulher Contra Hitler                   | Sophie Scholl - Os Últimos Dias                     | Marc Rothemund                   | Alemanha                                                               | 2005 | link |
| Sorstalanság                                                  | Marcas da Guerra                           | Sem Destino                                         | Lajos Koltai                     | Hungria · Alemanha · Reino Unido · Israel                              | 2005 | link |
| Otoko-tachi no Yamato                                         | Yamato                                     | --                                                  | Junya Sato                       | Japão                                                                  | 2005 | link |
| Colditz                                                       | Fuga de Colditz                            | --                                                  | Stuart Orme                      | Reino Unido                                                            | 2005 | link |
| The Great Raid                                                | O Grande Ataque                            | O Resgate dos Soldados Fantasma                     | John Dahl                        | Estados Unidos · Austrália                                             | 2005 | link |
| Die Luftbrücke - Nur der Himmel war frei                      | Plano de Guerra                            | --                                                  | Dror Zahavi                      | Alemanha                                                               | 2005 | link |
| Valiant                                                       | Valiant - Um Herói que Vale a Pena         | Valiant - Os Bravos do Pombal                       | Gary Chapman                     | Estados Unidos                                                         | 2005 | link |
| Only the Brave                                                | Sacrifício e Coragem                       | A Honra dos Guerreiros                              | Lane Nishikawa                   | Estados Unidos                                                         | 2006 | link |
| The Last Drop                                                 | Heróis de Guerra                           | --                                                  | Colin Teague                     | Reino Unido                                                            | 2006 | link |
| Flags of Our Fathers                                          | A Conquista da Honra                       | Flags of Our Fathers - As Bandeiras dos Nossos Pais | Clint Eastwood                   | Estados Unidos                                                         | 2006 | link |
| Letters from Iwo Jima                                         | Cartas de Iwo Jima                         | Cartas de Iwo Jima                                  | Clint Eastwood                   | Estados Unidos                                                         | 2006 | link |
| Indigènes                                                     | Dias de Glória                             | Dias de Glória                                      | Rachid Bouchareb                 | Argélia · França · Marrocos · Bélgica                                  | 2006 | link |
| Zwartboek                                                     | A Espiã                                    | Livro Negro                                         | Paul Verhoeven                   | Alemanha · Bélgica · Países Baixos · Reino Unido                       | 2006 | link |
| Vilniaus getas                                                | Ghetto                                     | --                                                  | Audrius Juzenas                  | Alemanha · Lituânia                                                    | 2006 | link |
| Dresden                                                       | Dresden - O Inferno                        | Dresden o Inferno                                   | Roland Suso Richter              | Alemanha                                                               | 2006 | link |
| Mein Führer – Die wirklich wahrste Wahrheit über Adolf Hitler | Minha Quase Verdadeira História            | --                                                  | Dani Levy                        | Alemanha                                                               | 2007 | link |
| Eichmann                                                      | A Solução Final                            | Eichmann - O Exterminador                           | Robert Young                     | Hungria · Reino Unido                                                  | 2007 | link |
| Die Fälscher                                                  | Os Falsários                               | Os Falsificadores                                   | Stefan Ruzowitzky                | Austrália · Alemanha                                                   | 2007 | link |
| Survivre avec les loups                                       | Sobrevivendo com Lobos                     | Sobreviver com os Lobos                             | Vera Belmont                     | França · Bélgica                                                       | 2007 | link |
| Katyn                                                         | O Massacre de Katyn                        | --                                                  | Andrzej Wajda                    | Polónia                                                                | 2007 | link |
| Australia                                                     | Austrália                                  | Austrália                                           | Baz Luhrmann                     | Austrália · Estados Unidos · Reino Unido                               | 2008 | link |
| Defiance                                                      | Um Ato de Liberdade                        | Resistentes                                         | Edward Zwick                     | Estados Unidos                                                         | 2008 | link |
| The Boy in the Striped Pyjamas                                | O Menino do Pijama Listrado                | O Rapaz do Pijama Às Riscas                         | Mark Herman                      | Estados Unidos · Reino Unido                                           | 2008 | link |
| The Reader                                                    | O Leitor                                   | O Leitor                                            | Stephen Daldry                   | Estados Unidos · Alemanha                                              | 2008 | link |
| Valkyrie                                                      | Operação Valquíria                         | Valquíria                                           | Bryan Singer                     | Estados Unidos · Alemanha                                              | 2008 | link |
| Max Manus                                                     | Max Manus: O Homem da Guerra               | --                                                  | Joachim Rønning e Espen Sandberg | Dinamarca · Alemanha · Noruega                                         | 2008 | link |
| Anonyma - Eine Frau in Berlin                                 | Anônima - Uma Mulher em Berlin             | --                                                  | Max Färberböck                   | Alemanha · Polónia                                                     | 2008 | link |
| Miracle at St. Anna                                           | Milagre em Sta. Anna                       | O Milagre em Sant'Anna                              | Spike Lee                        | Estados Unidos · Itália                                                | 2008 | link |
| Les Femmes de L'ombre                                         | Contratadas para Matar                     | Mulheres de Guerra                                  | Jean-Paul Salomé                 | França                                                                 | 2008 | link |
| Die Brucke                                                    | A Ponte                                    | --                                                  | Wolfgang Panzer                  | Alemanha                                                               | 2008 | link |
| Tobruk                                                        | Tobruk                                     | --                                                  | Václav Marhoul                   | Tchecoslováquia · Eslovênia                                            | 2008 | link |
| God on Trial                                                  | O Julgamento de Deus                       | --                                                  | Andy de Emmony                   | Reino Unido                                                            | 2008 | link |
| The Children of Huang Shi                                     | Órfãos da Guerra                           | --                                                  | Roger Spottiswoode               | Austrália · China · Alemanha · Estados Unidos                          | 2008 | link |
| John Rabe                                                     | John Rabe                                  | John Rabe - O Negociador                            | Florian Gallenberger             | Alemanha · França · China                                              | 2008 | link |
| Inglourious Basterds                                          | Bastardos Inglórios                        | Sacanas Sem Lei                                     | Quentin Tarantino                | Estados Unidos · Alemanha                                              | 2009 | link |
| Leningrad                                                     | Leningrado                                 | --                                                  | Aleksandr Buravsky               | Reino Unido · Rússia                                                   | 2009 | link |
| Everyman's War                                                | O Combate                                  | --                                                  | Thad T. Smith                    | Estados Unidos                                                         | 2009 | link |
| The Courageous Heart of Irena Sendler                         | O Coração Corajoso de Irena Sendler        | A História de Irena Sendler                         | John Kent Harrison               | Estados Unidos                                                         | 2009 | link |
| Into The Storm                                                | Tempos de Tormenta                         | Na Tempestade                                       | Thaddeus O'Sullivan              | Reino Unido · Estados Unidos                                           | 2009 | link |

## Década de 2010
| Título original                                | Título no Brasil                                          | Título em Portugal                           | Diretor                           | País                                                       | Ano  | IMDb |
| ---------------------------------------------- | --------------------------------------------------------- | -------------------------------------------- | --------------------------------- | ---------------------------------------------------------- | ---- | ---- |
| The King's Speech                              | O Discurso do Rei                                         | O Discurso do Rei                            | Tom Hooper                        | Reino Unido · Estados Unidos · Austrália                   | 2010 | link |
| Brestskaya krepost                             |                                                           | --                                           | Aleksandr Kott                    | Bielorrússia · Rússia                                      | 2010 | link |
| The Way Back                                   | Caminho da liberdade                                      | Rumo à Liberdade                             | Peter Weir                        | Estados Unidos · Polónia · Emirados Árabes Unidos          | 2010 | link |
| Elle s'appelait Sarah                          | A Chave de Sarah                                          | O Seu Nome era Sarah                         | Gilles Paquet-Brenner             | França                                                     | 2010 | link |
| Joe Maddison's War                             | A Guerra de Maddison                                      | --                                           | Patrick Collerton                 | Reino Unido                                                | 2010 | link |
| Stepy                                          | Além das Estepes                                          | --                                           | Vanja d'Alcantara                 | Bélgica                                                    | 2010 | link |
| Gränsen                                        | Fronteira Proibida                                        | --                                           | Richard Holm                      | Suécia                                                     | 2011 | link |
| Corações Sujos                                 | Corações Sujos                                            | --                                           | Vicente Amorim                    | Brasil                                                     | 2011 | link |
| War of Resistence                              | Return to the Hiding Place (em inglês, relançado em 2013) | --                                           | Peter C. Spencer e Josiah Spencer | Reino Unido                                                | 2011 | link |
| Ballada o bombere                              | Céu em Chamas                                             | --                                           | Vitaliy Vorobyov                  | Rússia · Ucrânia                                           | 2011 | link |
| Age of Heroes                                  | Comando de Elite                                          | Tempo de Heróis                              | Adrian Vitoria                    | Reino Unido                                                | 2011 | link |
| Hiljaisuus                                     | Silence (em inglês)                                       | --                                           | Sakari Kirjavainen                | Finlândia                                                  | 2011 | link |
| Pathfinders - In the Company of Strangers      | Desbravadores: Na Companhia de Estranhos                  | --                                           | Curt A. Sindelar                  | Estados Unidos                                             | 2011 | link |
| Taiheiyou no kiseki: Fokkusu to yobareta otoko | Oba: The Last Samurai (em inglês)                         | --                                           | Hideyuki Hirayama                 | Japão                                                      | 2011 | link |
| Mai Wei                                        | My Way (em inglês)                                        | --                                           | Je-kyu Kang                       | Coreia do Sul                                              | 2011 | link |
| Memorial Day                                   | Memorial Day - Lembranças de uma Guerra                   | --                                           | Samuel Fischer                    | Estados Unidos                                             | 2011 | link |
| Wunderkinder                                   | Meninos Prodígio                                          | --                                           | Markus Rosenmüller                | Alemanha                                                   | 2011 | link |
| Captain America: The First Avenger             | Capitão América: O Primeiro Vingador                      | Capitão América: O Primeiro Vingador         | Joe Johnston                      | Estados Unidos                                             | 2011 | link |
| Jin líng shí san chai                          | Flores do Oriente                                         | As Flores da Guerra                          | Yimou Zhang                       | China                                                      | 2011 | link |
| Red Tails                                      | Esquadrão Red Tails                                       | --                                           | Anthony Hemingway                 | Estados Unidos                                             | 2012 | link |
| Fortress                                       | B-17 - A Fortaleza                                        | --                                           | Mike Phillips                     | Estados Unidos                                             | 2012 | link |
| Battle Force                                   | Resgate Impossível                                        | --                                           | Scott Martin                      | Estados Unidos · Ucrânia                                   | 2012 | link |
| Emperor                                        | Emperor                                                   | Imperador                                    | Peter Webber                      | Estados Unidos · Japão                                     | 2012 | link |
| V tumane                                       | Na Neblina                                                | No Nevoeiro                                  | Sergei Loznitsa                   | Alemanha · Países Baixos · Bielorrússia · Rússia · Letônia | 2012 | link |
| Belyy tigr                                     | White Tiger (em inglês)                                   | --                                           | Karen Shakhnazarov                | Rússia                                                     | 2012 | link |
| Saints and Soldiers: Airborne Creed            | Santos ou Soldados 2: Missão Berlim                       | --                                           | Ryan Little                       | Estados Unidos                                             | 2012 | link |
| Iron Sky                                       | Deu a Louca Nos Nazis                                     | --                                           | Timo Vuorensola                   | Alemanha · Austrália · Finlândia                           | 2012 | link |
| Into the White                                 | Entre Inimigos                                            | --                                           | Petter Næss                       | Noruega · Suécia                                           | 2012 | link |
| Obława                                         | Caçada Humana                                             | --                                           | Marcin Krzysztalowicz             | Polónia                                                    | 2012 | link |
| Tajemnica Westerplatte                         | 1939 Battle of Westerplatte (em inglês)                   | --                                           | Pawel Chochlew                    | Lituânia · Polónia                                         | 2013 | link |
| Stalingrad (2013)                              | Stalingrado - A Batalha Final                             | --                                           | Fedor Bondarchuk                  | Rússia                                                     | 2013 | link |
| The Book Thief                                 | A Menina que Roubava Livros                               | A Rapariga que Roubava Livros                | Brian Percival                    | Estados Unidos · Alemanha                                  | 2013 | link |
| Angel of the Skies                             | Guardiões do Céu                                          | --                                           | Christopher-Lee dos Santos        | África do Sul · Reino Unido                                | 2013 | link |
| Walking with the Enemy                         | --                                                        | --                                           | Mark Schmidt                      | Estados Unidos                                             | 2013 | link |
| Company of Heroes                              | Company of Heroes - O Filme                               | Companhia de Heróis                          | Don Michael Paul                  | Estados Unidos                                             | 2013 | link |
| The Railway Man                                | Uma Longa Viagem                                          | The Railway Man - Uma Longa Viagem           | Jonathan Teplitzky                | Austrália · Reino Unido · Suíça                            | 2013 | link |
| Eien no 0                                      | The Eternal Zero (em inglês)                              | --                                           | Takashi Yamazaki                  | Japão                                                      | 2013 | link |
| Wakolda                                        | O Médico Alemão                                           | --                                           | Lucía Puenzo                      | Argentina · Espanha · França · Noruega                     | 2013 | link |
| Unbroken                                       | Invencível                                                | Invencível                                   | Angelina Jolie                    | Estados Unidos                                             | 2014 | link |
| The Monuments Men                              | Caçadores de Obras-Primas                                 | The Monuments Men - Os Caçadores de Tesouros | George Clooney                    | Estados Unidos · Alemanha                                  | 2014 | link |
| Fury                                           | Corações de Ferro                                         | Fúria                                        | David Ayer                        | Estados Unidos · Reino Unido · China                       | 2014 | link |
| Saints and Soldiers: The Void                  | Santos e Soldados: A Ùltima Missão                        | --                                           | Ryan Little                       | Estados Unidos                                             | 2014 | link |
| Oorlogsgeheimen                                | Secrets of War (em inglês)                                | --                                           | Dennis Bots                       | Bélgica · Países Baixos · Luxemburgo                       | 2014 | link |
| P-51 Dragon Fighter                            | --                                                        | --                                           | Mark Atkins                       | Estados Unidos                                             | 2014 | link |
| Against the Sun                                | Contra o Sol                                              | --                                           | Brian Falk                        | Estados Unidos                                             | 2014 | link |
| Diplomatie                                     | Diplomacia                                                | Diplomacia                                   | Volker Schlöndorff                | Alemanha · França                                          | 2014 | link |
| The Imitation Game                             | O Jogo da Imitação                                        | O Jogo da Imitação                           | Morten Tyldum                     | Reino Unido · Estados Unidos                               | 2015 | link |
| Estrada 47                                     | A Estrada 47                                              | Road 47                                      | Vicente Ferraz                    | Brasil · Itália · Portugal                                 | 2015 | link |
| War Pigs                                       | Marcas da Guerra                                          | --                                           | Ryan Little                       | Estados Unidos                                             | 2015 | link |
| Saul fia                                       | O Filho de Saul                                           | O Filho de Saul                              | László Nemes                      | Hungria                                                    | 2015 | link |
| Elser                                          | 13 Minutos                                                | 13 Minutos                                   | Oliver Hirschbiegel               | Alemanha                                                   | 2015 | link |
| Little Boy                                     | Little Boy - Além do Impossível                           | --                                           | Alejandro Monteverde              | Estados Unidos · México                                    | 2015 | link |
| Suite Française                                | Suíte Francesa                                            | Suite Francesa                               | Saul Dibb                         | França · Reino Unido · Bélgica                             | 2015 | link |
| Under sandet                                   | Terra de Minas                                            | --                                           | Martin Zandvliet                  | Alemanha · Dinamarca                                       | 2015 | link |
| War Pigs                                       | Marcas da Guerra                                          | --                                           | Ryan Little                       | Estados Unidos                                             | 2015 | link |
| Riphagen                                       | Riphagen                                                  | --                                           | Pieter Kuijpers                   | Países Baixos                                              | 2016 | link |
| Hacksaw Ridge                                  | Até o Último Homem                                        | O Herói de Hacksaw Ridge                     | Mel Gibson                        | Estados Unidos                                             | 2016 | link |
| USS Indianapolis: Men of Courage               | Homens de Coragem                                         | --                                           | Mario Van Peebles                 | Estados Unidos                                             | 2016 | link |
| Allied                                         | Aliados                                                   | Aliados                                      | Robert Zemeckis                   | Estados Unidos · Reino Unido                               | 2016 | link |
| My Honor Was Loyalty                           | Honra e Lealdade                                          | --                                           | Alessandro Pepe                   | Itália                                                     | 2016 | link |
| Un Sac De Billes                               | Os Meninos que Enganavam Nazistas                         | Os Meninos que Enganavam Nazistas            | Christian Duguay                  | França · Canadá · República Checa                          | 2017 | link |
| Dunkirk                                        | Dunkirk                                                   | Dunkirk                                      | Christopher Nolan                 | Reino Unido · Países Baixos · França · Estados Unidos      | 2017 | link |